# Абштат
Абштат (нем. Abstatt) — община в Германии, в земле Баден-Вюртемберг.
Подчиняется административному округу Штутгарт. Входит в состав района Хайльбронн. Подчиняется управлению «Шоцах-Боттварталь». Население составляет 4486 человек (на 31 декабря 2010 года). Занимает площадь 9,66 км².
Община подразделяется на 3 сельских округа.

## Население
| Год  | Численность | Численность |
| ---- | ----------- | ----------- |
| 1975 | 2079        | [ 4 ]       |
| 2014 | 4588        |             |
| 2017 | 4779        | [ 1 ]       |
| 2019 | 4803        | [ 5 ]       |
| 2021 | 4993        | [ 6 ]       |
| 2022 | 5029        | [ 7 ]       |
| 2023 | 5058        | [ 2 ]       |

## Достопримечательности
- Замок Вильдек

## Фотографии

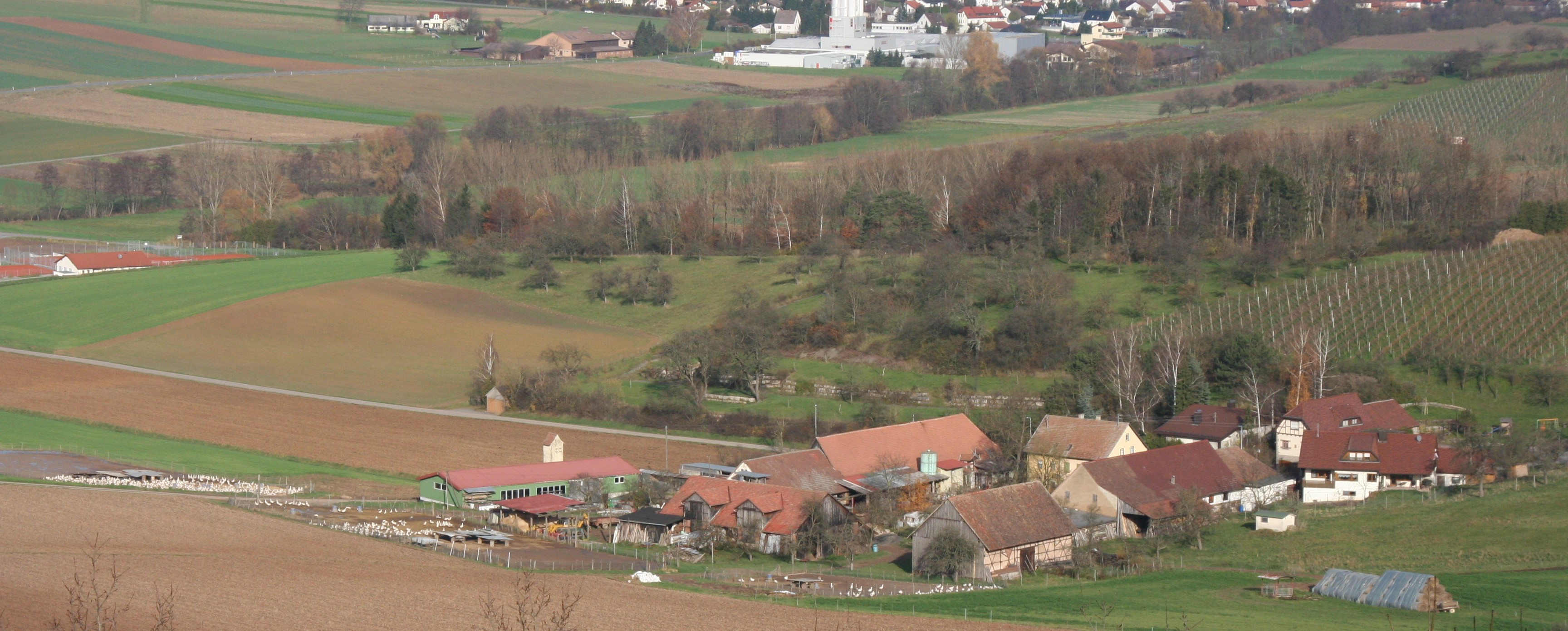
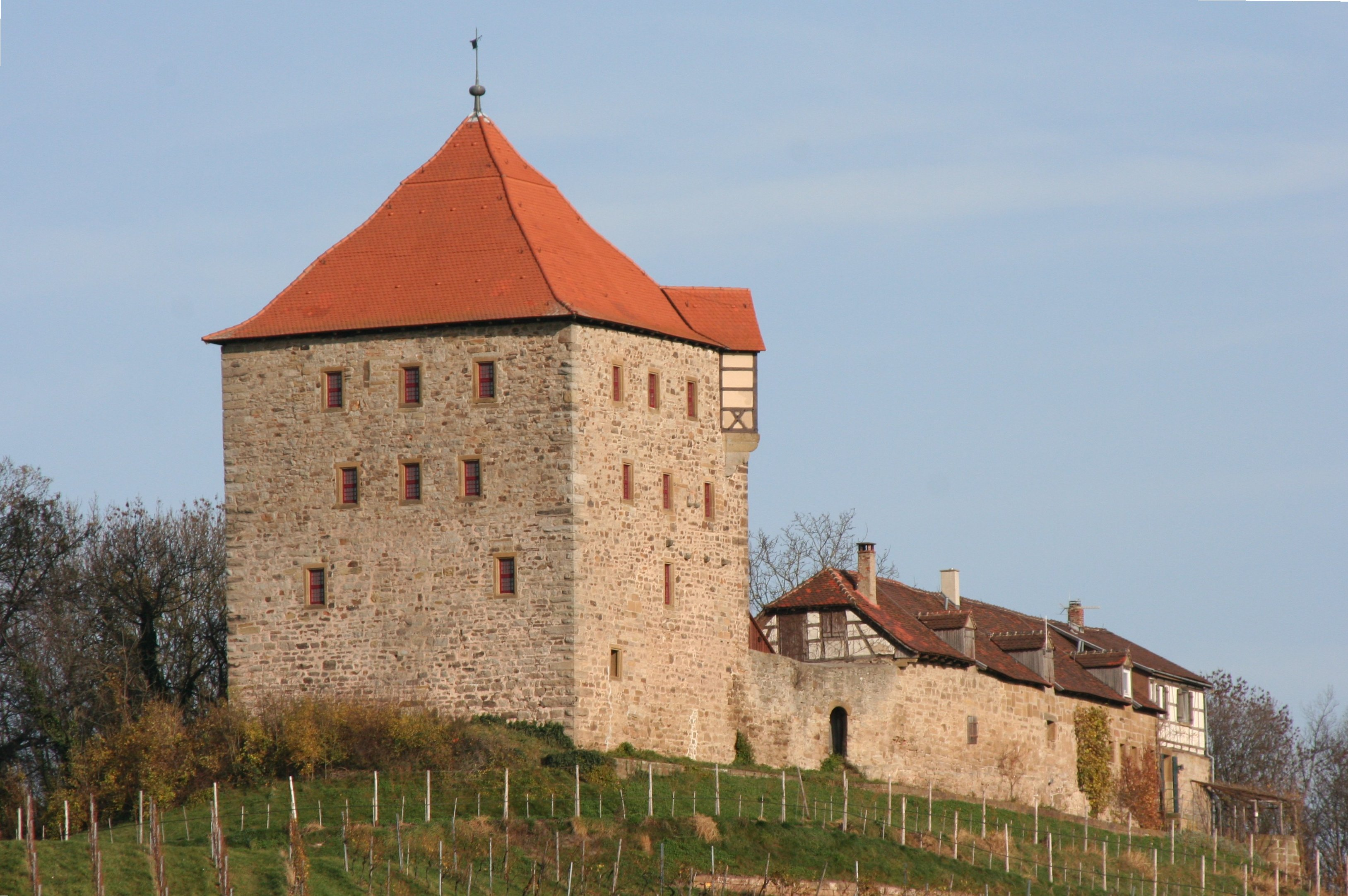
Замок Вильдек
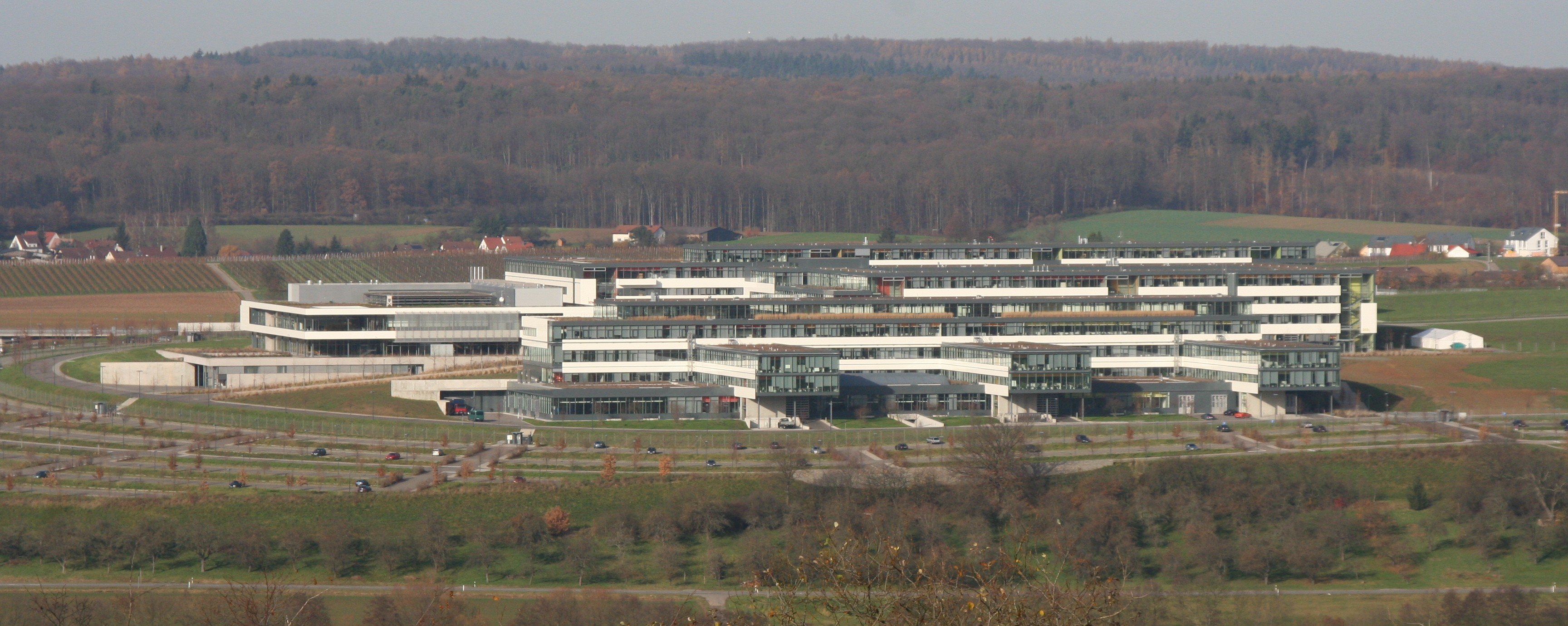